# Montreal Olympique

El Montreal Olympique fue un equipo de fútbol de Canadá que alguna vez formó parte de la North American Soccer League, la desaparecida liga de fútbol más importante de los Estados Unidos.

## Historia
Fue fundado en el año 1971 en la ciudad de Montreal y fue el primer equipo de fútbol profesional de Canadá y su principal característica fue la importación de jugadores de Europa, Suramérica y el Caribe. Solamente jugaron 3 temporadas en la NASL, temporadas con marca perdedora y nunca se clasificaron a los playoffs. En cada temporada no ganaron más de 5 partidos y desaparecieron en 1973.

## Temporadas
| Año  | Liga | G | P  | E | Pts | Temporada Regular  | Playoffs     |
| ---- | ---- | - | -- | - | --- | ------------------ | ------------ |
| 1971 | NASL | 4 | 15 | 5 | 65  | 4.º División Norte | No Clasificó |
| 1972 | NASL | 4 | 5  | 5 | 57  | 3.º División Norte | No Clasificó |
| 1973 | NASL | 5 | 10 | 4 | 64  | 2.º División Norte | No Clasificó |

## Entrenadores
- Renato Tofani (1971)
- Graham Adams (1972–73)

## Jugadores

### Jugadores destacados
| - Graham Adams - Igor Bachner - Robert Baylis - Joao Bertocco (1971) - Tibor Vigh (1973) - Clive Charles (1971–72) - Jim Corsi - Gary Darrell (1972–73) - Phil Davis - Mike Dillon | - Peter Duerden - Ian Filby - Franco Gallina - Chris Horrocks - Luigi Marcon (1971) - Luigi Mascalito (1972) - Antonio Miranda (1971–72) - Sam Nusum - Richard Simmons (1972-1973) - Tommy Ord (1973) | - Stanko Puskas - Manfred Seissler (1973) - Renzo Selmo - Sergio Settin (1971) - Graeme Souness - Bill Straub - Roger Verdi - Tibor Vigh |